# فيكتوريا ليجراند
فيكتوريا ليجراند (بالإنجليزية: Victoria Legrand)‏ هي مغنية أمريكية، ولدت في 28 مايو 1981 في باريس في فرنسا.

## وصلات خارجية
- الموقع الرسمي
- فيكتوريا ليجراند على موقع ميوزك برينز (الإنجليزية)
- فيكتوريا ليجراند على موقع أول ميوزيك (الإنجليزية)
- فيكتوريا ليجراند على موقع ديسكوغز (الإنجليزية)